# Cultura di Cucuteni-Trypillia

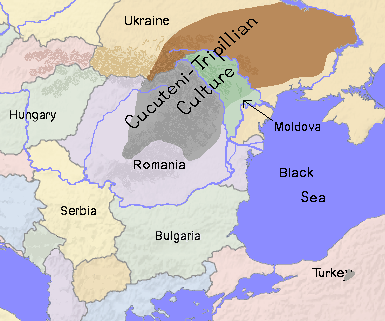
Cultura di Cucuteni-Trypillia

La cultura di Cucuteni-Tripillia, nota anche come cultura di Cucuteni (Romena-Moldava), cultura di Tripillia (dall'ucraino Трипiлля) o cultura di Tripol'e, è una cultura archeologica neolitico che fiorì fra il 5500 a.C. e 2750 a.C. circa nella regione del Dnestr-Dnepr dell'attuale Romania, Moldavia e Ucraina (in particolare in Podolia). I Tripiliani costruirono le più grandi città in Europa, ognuna di esse con 10.000 o 15.000 persone. Gli insediamenti sarebbero stati bruciati ogni 60-80 anni quando la cultura veniva a spostarsi altrove.

## Nomenclatura
La cultura prese il nome inizialmente dalle contee di Cucuteni, Iași, Romania, dove furono scoperti i primi suoi reperti.
Nel 1884, l'archeologo Vicenty Khvoika scoprì i primi insediamenti tripilliani, quasi un centinaio, mentre nel 1909 iniziarono gli scavi. Nel 1897, oggetti simili furono scavati a Tripillia (in ucraino Трипiлля), governatorato di Kiev, Ucraina. Fu a causa di queste diverse denominazioni del luogo che la cultura venne ad essere conosciuta in pubblicazioni sovietiche, russe ed ucraine come cultura di Tripolia o Tripillia. Un compromesso esiste in inglese come anche in altre lingue, incluso l'italiano: Cucuteni-Tripillia.

## Estensione

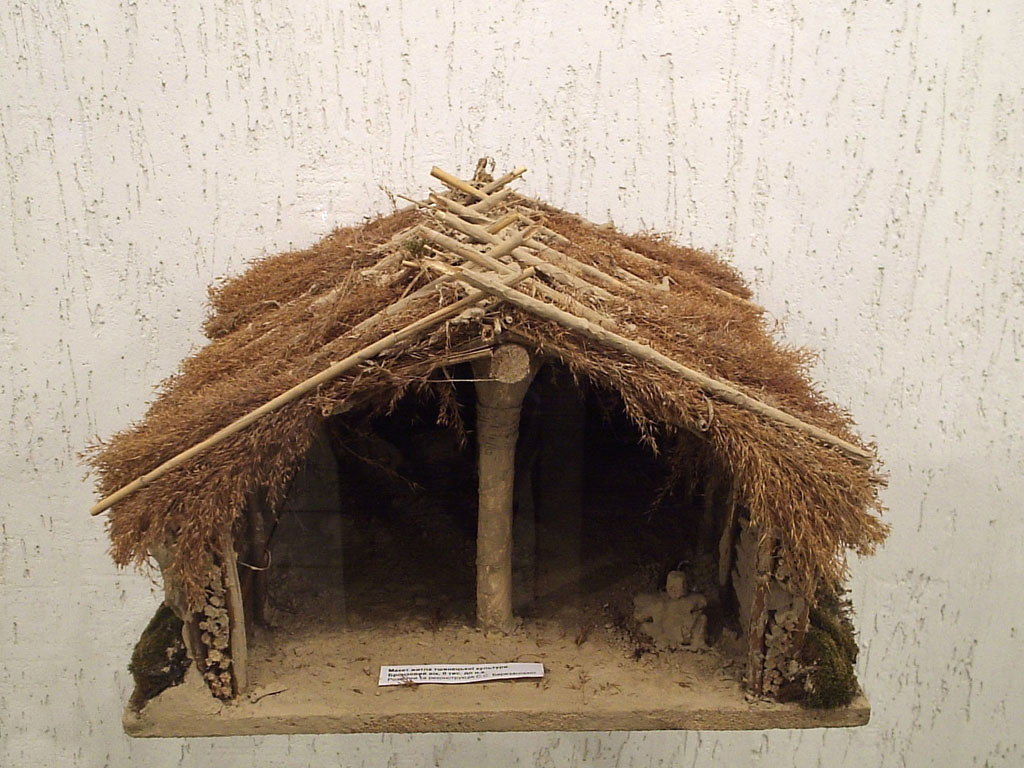
Ricostruzione di una capanna della cultura di Cucuteni-Tripillia, Museo di Tripillia, Ucraina.

Nel 2003, circa 2000 siti della cultura di Cucuteni-Tripillian risultano già identificati in Romania, Ucraina e Moldavia. J.P. Mallory riferisce che la..
"cultura è attestata da ben oltre un migliaio di siti in base ai ritrovamenti che vanno da piccoli villaggi fino a vasti insediamenti, costituiti da centinaia di dimore circondate da fossati multipli".
Essa fu concentrata in un'area lungo il medio e l'alto corso del Nistro (in Moldavia) con un'estensione verso nord-est fino al Nipro.

## Le città maggiori

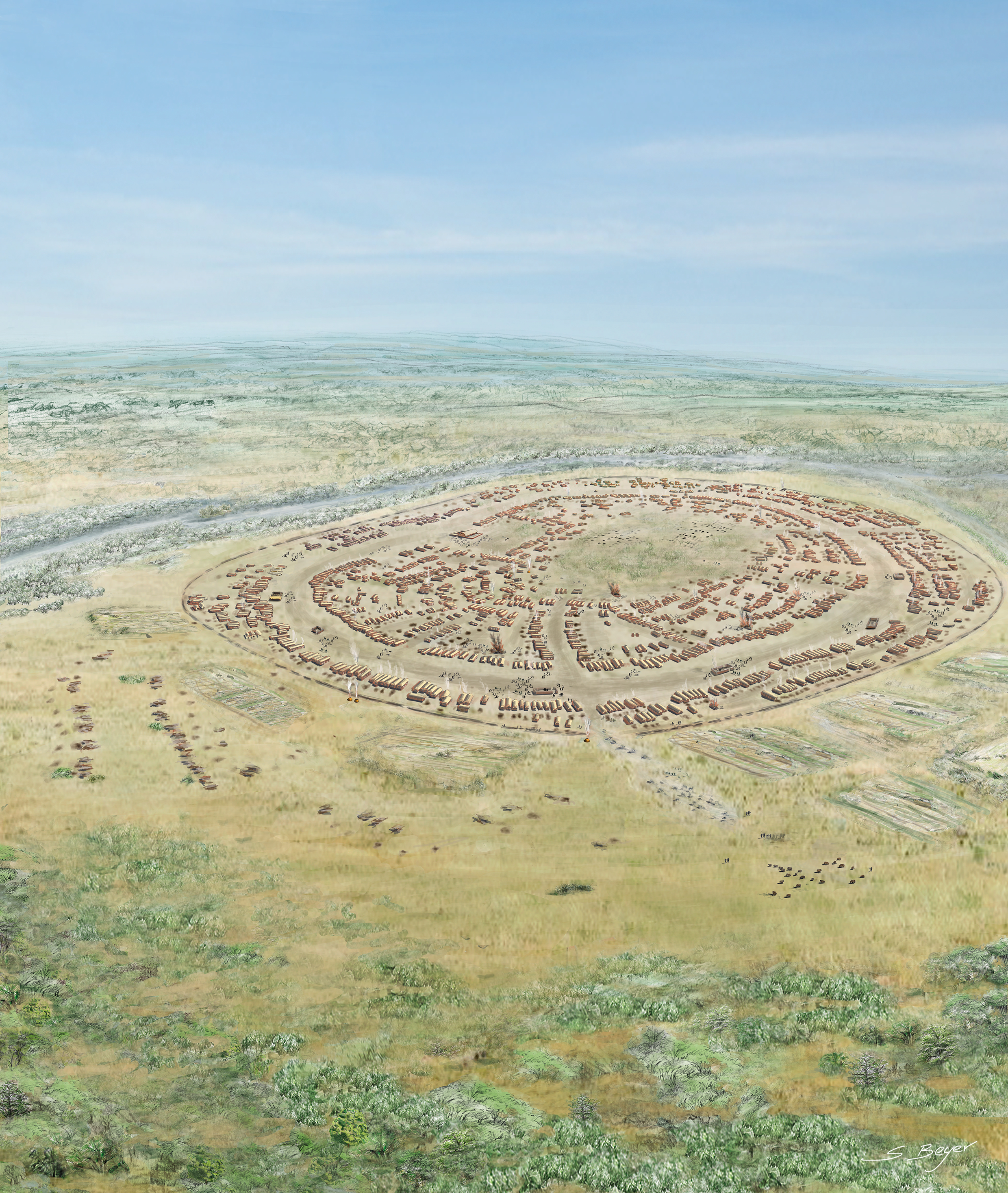
Ricostruzione dell'insediamento di Maydanets nel 3800 a.C. circa

- Talianki fino a 15.000 abitanti, coprì un'area di 450 ha, con 2.700 case, risalente al 3700 a.C.
- Dobrovody fino a 10.000 abitanti, coprì un'area di 250 ha, fortificandosi nel 3800 a.C.
- Maydanets fino a 10.000 abitanti, coprì un'area di 250 ha, con 1.575 case, risalente al 3700 a.C.

## Periodizzazione

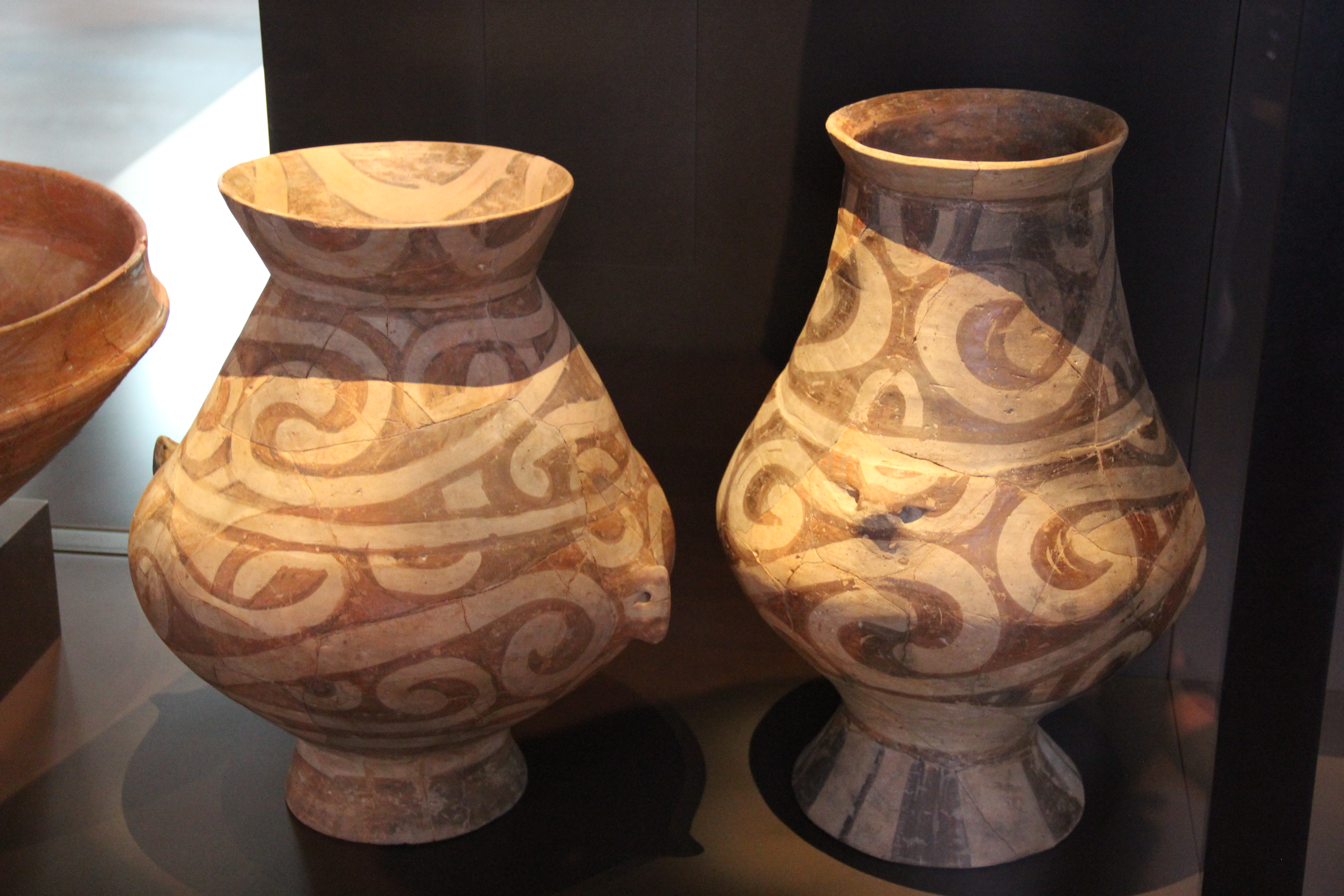
Ceramiche

I creatori della cultura furono tribù il cui territorio si estendeva dai Balcani, al bacino del Danubio ed ai Carpazi abbracciando territori della Romania, Moldavia ed Ucraina. Gli studiosi categorizzano la cultura in 3 periodi
- antico - 5300-4600 a.C.
- intermedio - 4600-3200 a.C.
- tardo - 3200-2750/2600 a.C.

### Periodo antico
Nella seconda metà del VI millennio a.C. e nella prima metà del V millennio a.C. le tribù si stabilirono nel bacino dei fiumi Dnepr e Buh. Gli insediamenti furono localizzati vicino ai fiumi, ma diversi ne furono scoperti anche sugli altopiani. Le dimore erano costruite sopra il terreno oppure ugualmente sopra il suolo ma scavandolo per metà. i pavimenti e i focolari erano fatti di argilla e i muri di legno o di canne coperte d'argilla. I materiali utilizzati per costruire il tetto erano paglia o canne.
Gli abitanti praticavano l'allevamento di animali e l'agricoltura, la pesca e la raccolta. Venivano coltivati grano, segale e piselli. Gli utensili comprendevano gli aratri fatti con corna di animali, pietra, ossa e bastoni affilati. La mietitura veniva eseguita con le falci fienaie fatte con lame di selce intarsiate. Il grano veniva macinato con ruote di pietra. Le donne erano dedite alla manifattura della ceramica, al vestiario e giocavano un ruolo dominante nella vita comunitaria. Gli uomini cacciavano, portavano il bestiame a pascolare, facevano utensili di selce, ossa e pietra. Il bestiame era importante e maiali, pecore e capre assumevano un ruolo fondamentale. Il cavallo fu addomesticato. Le statue femminili e gli amuleti venivano realizzati in argilla. L'uso del rame, comunque raro, è invece dedicato a braccialetti, anelli e uncini. Sono stati rinvenuti, principalmente nell'insediamento di Korbuni, in Moldavia, gioielli in rame risalenti all'inizio del V millennio a.C.

### Periodo intermedio

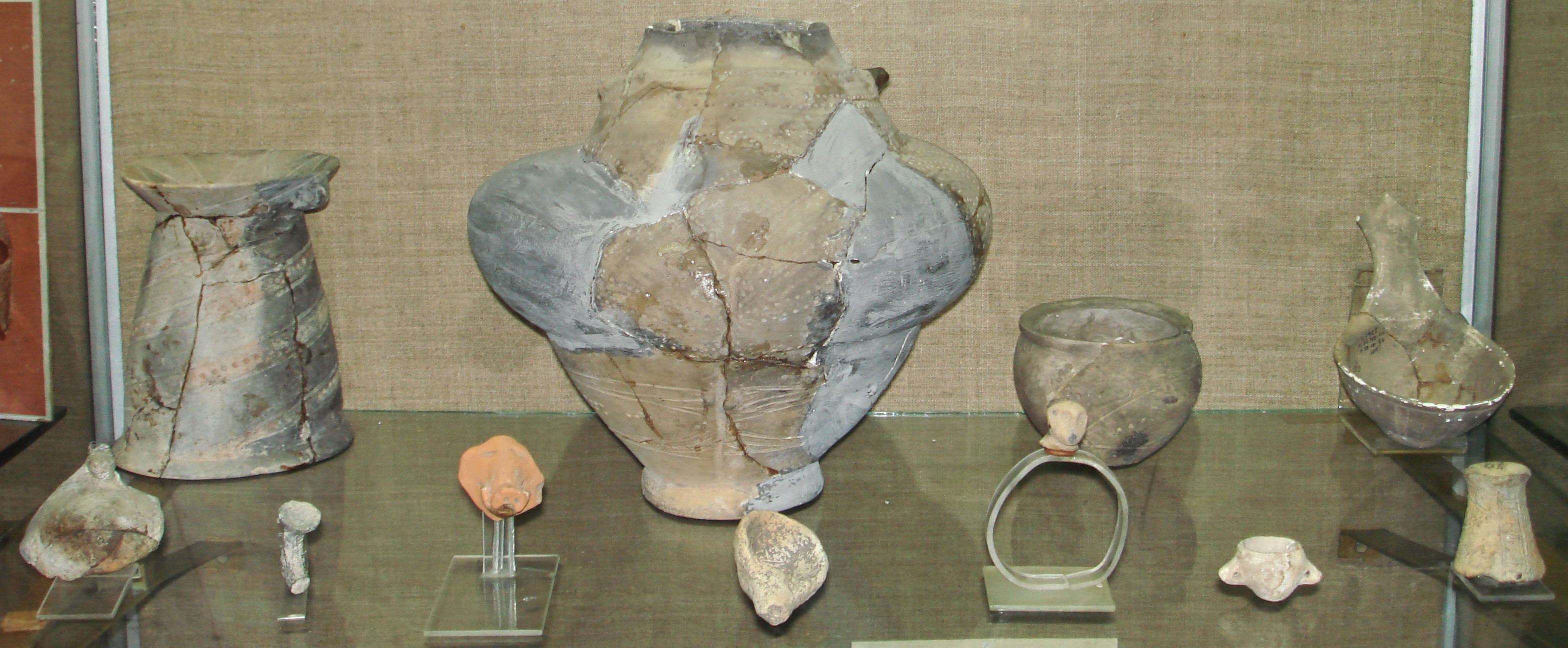
Reperti archeologici scoperti nella Bessarabia.

Nella fase intermedia la cultura di Tripillian si espanse su una vasta area, dalla Transilvania orientale in direzione ovest fino al Dnieper verso Est. La popolazione si era stabilita sulla riva dell'alto e medio corso del Dnieper e cresceva considerevolmente, vivendo sugli altopiani vicino ai fiumi maggiori e alle sorgenti. Le loro dimore erano costruite su pali a forma di cerchi o di ovali, con pavimenti di ceppi coperti di argilla. I muri di legno erano imbastiti con argilla e una stufa, anch'essa d'argilla, era situata al centro della dimora. Con la crescita della popolazione l'estensione del suolo agricolo cresceva di pari passo. Gli animali d'allevamento erano ormai una routine, anche se la caccia continuava. Gli utensili fatti di selce, roccia ed ossa venivano utilizzati per la coltivazione. Il rame per le asce era stato scoperto ed estratto a Volyn e nelle aree intorno al Dnepr. La lavorazione della ceramica, fatta a mano, si faceva sofisticata, con caratteristici ornamenti a spirale monocromatici, dipinti con colore nero, giallo e rosso primario. C'erano i grandi contenitori di terracotta, a forma di pera, usati per la conservazione del grano, i piatti, ecc. Si sono trovati statue di figure femminili, di animali, modelli di casa. Si pensa che le tribù fossero matrilineari.

### Periodo tardo
Nel periodo tardo il territorio si estese finendo per includere Volyn fino al fiume Sluch e Horyn e entrambe le sponde del Dnepr nei pressi di Kyiv. Nella zona vicina al Mar Nero gli abitanti comunicavano con altre culture. Gli animali d'allevamento così come i cavalli divennero molto importanti. La comunità si trasformò in una struttura patriarcale. Comunità vennero a stabilirsi anche sul Don e sul Volga. Gli ambienti vennero costruiti in modo differente; gli ornamenti con modelli a spirale scomparvero dalla ceramica, sostituiti con quelli più popolari con motivi a funi. Differenti forme di sepolture rituali furono sviluppate con elaborati riti funebri. Il destino di queste tribù venne a combaciare con l'introduzione dei manufatti dell'età del bronzo.

### Caratteristiche

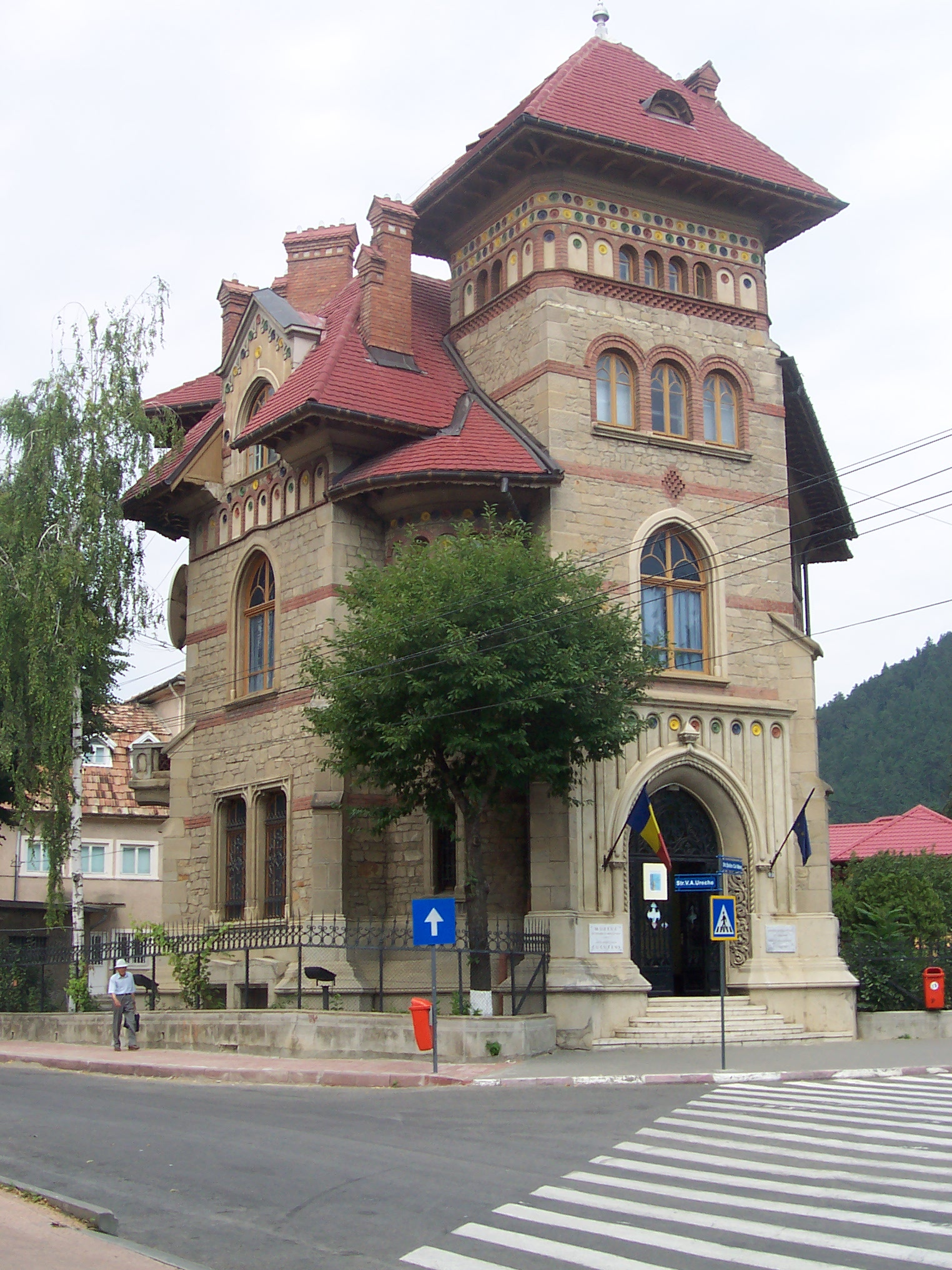
Il Museo di Cucuteni a Piatra Neamț.

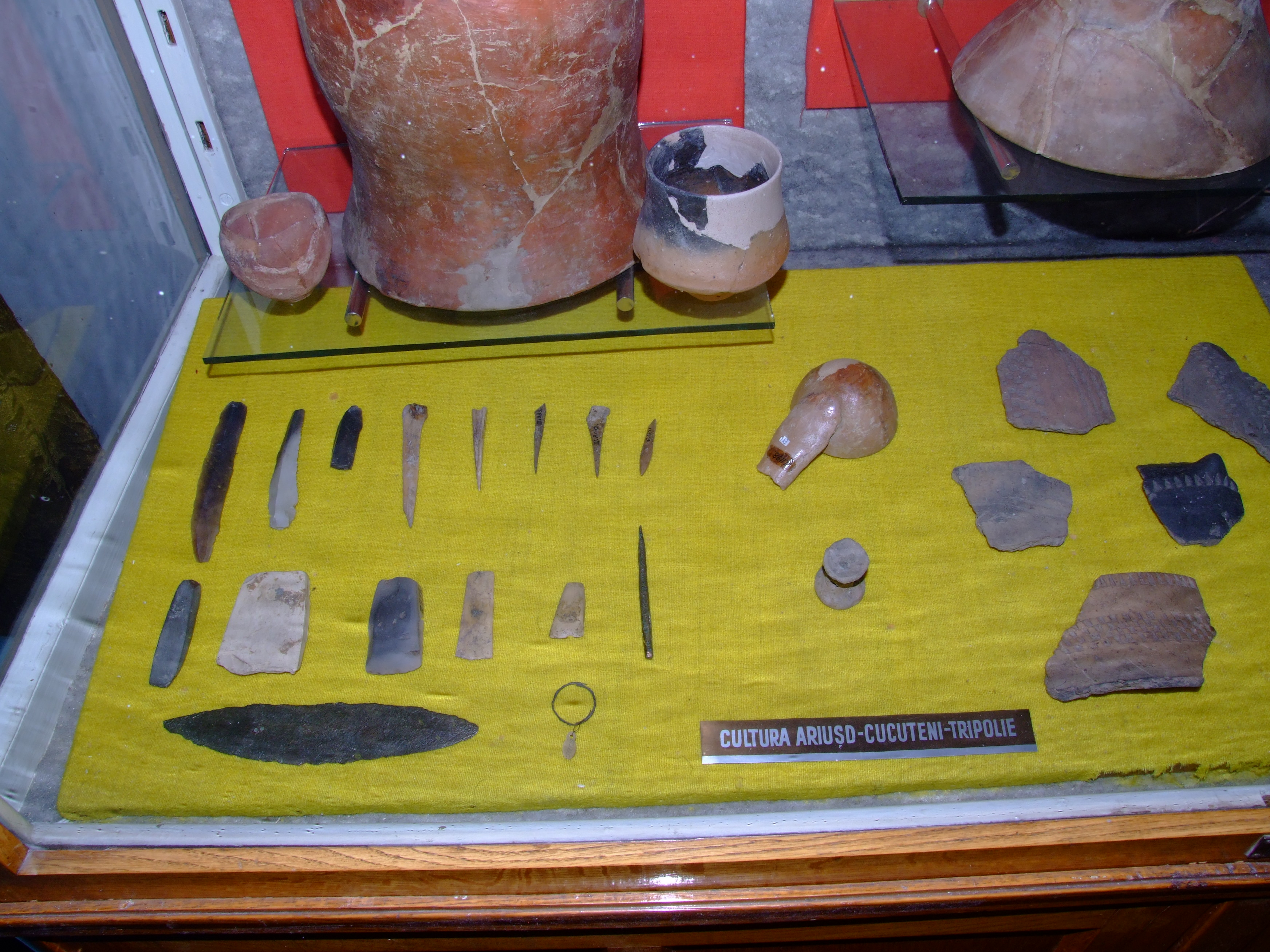
Manufatti provenienti da Museo della Storia di Cluj

La più ampia collezione di manufatti della cultura di Cucuteni-Tripillia può essere trovato nei musei della Russia, Ucraina e Romania, compreso l'Ermitage di San Pietroburgo e il Museo di Storia e Archeologia di Piatra Neamț. 

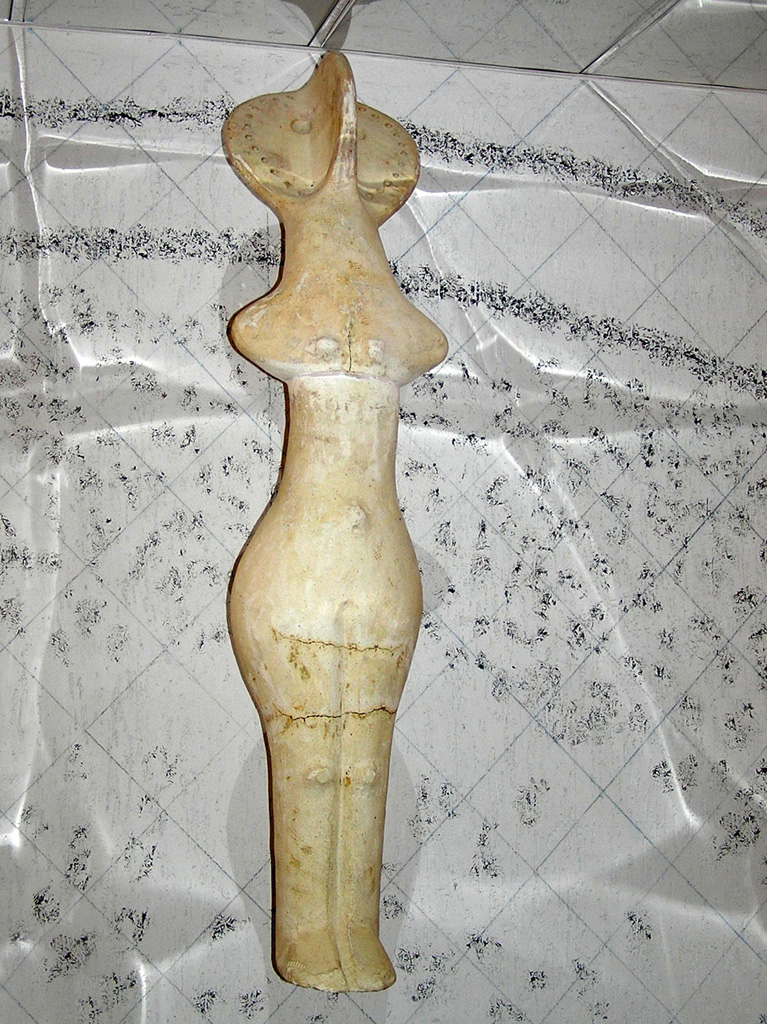
Una statua della cultura di Cucuteni-Tripillia, museo di Tripillia, Ucraina

La cultura di Cucuteni-Tripillia è stata definita la prima cultura urbana d'Europa. Gli insediamenti di Cucuteni-Tripillia erano di solito situati su altopiani, fortificati con terrapieni e fossati. I primissimi villaggi erano costituiti da dieci a quindici famiglie. Al loro apogeo, gli insediamenti si espansero per includere molte centinaia di grandi capanne fatte con mattoni di creta mista a paglia, a volte con due piani. Queste case erano di solito riscaldate da un forno e avevano finestre rotonde. Le capanne avevano fornaci utilizzate per creare ceramiche, per le quali la cultura di Cucuteni-Tripillia era rinomata.
L'agricoltura viene attestata, come pure l'allevamento del bestiame, principalmente costituito da capre/pecore e maiali. La selvaggina è una parte normale dei resti animali. La ceramica viene relazionata a quella della cultura della ceramica lineare. Il rame venne estesamente importato dai Balcani. Le statuette trovate durante gli scavi nei siti di Cucuteni si pensa che rappresentino soggetti religiosi, ma il loro uso e/o significato resta ancora un mistero.
La mostra tenuta a Roma nel settembre/ottobre 2008, al Palazzo della Cancelleria, messo a disposizione dal Vaticano, sulla cultura di Cultura di Cucuteni-Tripillia conferma l'ipotesi di Marija Gimbutas sul carattere pacifico, sulla struttura sociale egalitaria e sull'importanza del ruolo femminile di questa cultura dell'Europa Antica. La documentazione della mostra, curata dal Ministero della cultura e degli affari religiosi di Romania nonché dal Ministero della cultura e del turismo di Ucraina, dice a pag. 40: Non vi erano differenze tra le varie tipologie abitative. Dunque non è possibile stabilire quali case appartenessero a persone ricche e quali a persone povere. Le variazioni nelle dimensioni delle abitazioni potrebbero essere attribuite al numero dei membri della famiglia che vi risiedeva, o dipendere dalle tecniche di costruzione delle case. Pertanto non è possibile parlare di ineguaglianza sociale (come nelle società in cui vigeva la schiavitù), ma solo dell'esistenza di una naturale gerarchia all'interno di ciascuna comunità. Come non si può sostenere che esistesse una categoria di guerrieri, in quanto la maggior parte degli abitanti era dedito all'agricoltura. Gradualmente iniziarono ad emergere gli artigiani (ceramisti, addetti alla lavorazione dei metalli, intagliatori del legno e della pietra, costruttori), così come dei personaggi con un ruolo specifico nel campo della religione. L'abbondanza di statuine antropomorfe femminili e la parallela scarsità di sculture a soggetto maschile sembra suggerire l'importanza del ruolo delle donne all'interno di queste comunità.
Con il passare del tempo la cultura di Cucuteni-Tripillia si trasformò: iniziando a creare le armi, in metalli più resistenti e dunque il lavoro per la produzione della ceramica divenne meno rilevante.
I Cucuteni-Tripilliani in modo evidente iniziarono a fortificare le loro città, laddove una volta non vi era affatto la necessità di realizzare una fortificazione o il bisogno di usare le armi. L'improvvisa scomparsa di molti villaggi della cultura di Cucuteni-Tripillia condusse gli archeologi a credere che essi fossero conquistati e assimilati ad un'altra cultura.

## Archeogenetica
Uno studio di Mathieson et al., pubblicato nel 2018 su Nature, includeva un'analisi dell'intero genoma di quattro maschi di questa cultura. Secondo l'analisi della mescolanza genetica essi possono essere modellati come discendenti per il 75% dai primi agricoltori europei, 10% dai cacciatori-raccoglitori europei, sia occidentali che orientali, e per il 5% da antenati legati ai pastori delle steppe occidentali.